# 帕斯肯塔 (加利福尼亞州)
帕斯肯塔（英語：Paskenta）是位於美國加利福尼亞州蒂黑馬縣的一個人口普查指定地區。

## 地理
帕斯肯塔的座標為39°52′59″N 122°32′27″W / 39.88306°N 122.54083°W，而該地最高點為海拔高度221米（即726英尺）。

## 人口
根據2010年美國人口普查的數據，帕斯肯塔的面積為2.799平方千米，均為陸地。當地共有人口112人，而人口密度為每平方千米40人。